# (2489) Suvorov
(2489) Suvorov (1975 NY) – planetoida z pasa głównego asteroid okrążająca Słońce w ciągu 5,47 lat w średniej odległości 3,1 au. Odkryta 11 lipca 1975 roku.